# 요시다 히로유키
요시다 히로유키(일본어: 吉田 裕幸, 1969년 11월 25일 ~ )는 일본의 전 축구 선수이다.

## 구단 경력
1992년 재팬 풋볼 리그의 야마하 발동기(주빌로 이와타)에 입단했다. 1993년 재팬 풋볼 리그 준우승으로 J1리그로 승격했다. 1995년부터 1998년까지 재팬 풋볼 리그의 후쿠오카 브룩스, 콘사돌레 삿포로, 혼다 기연에서 뛰었다. 1998년후 현역 은퇴.